# NGC 3862
NGC 3862 is een elliptisch sterrenstelsel in het sterrenbeeld Leeuw. Het hemelobject werd op 27 april 1785 ontdekt door de Duits-Britse astronoom William Herschel.

## Synoniemen
- UGC 6723
- MCG 3-30-95
- ZWG 97.127
- 3C 264
- PGC 36606